# Зима Павло Григорович
Зима Павло Григорович (*22 грудня 1886, Вовчок — †після 1941) — військовий, повстанський отаман, командир Лубенського повстанського загону, командир бронепотяга «Республіканець»; сотник піхоти Армії УНР.

## Біографія
Закінчив Курську реальну школу (1907-1914) та школу прапорщиків (1916). У російській армії — з 12 серпня 1914 року. Служив у 1-й гірській батареї у Києві.
До української армії пішов у листопаді 1917 року. Хорунжий 1-ї Запорозької стрілецької дивізії Армії УНР.
| “В травні 1918 року гетьманським урядом кинутий до Лук’янівської в’язниці. Після звільнення в серпні 1918 року виїхав у Лубенський повіт готувати повстання, яке й очолив у грудні. Весь 1919рік провів у боях з більшовиками на посаді командира бронепотяга “Республіканець”, потім командиром 5-ї сотні 2-го куріня імені Мазепи”. |
Під час Першого зимового походу потрапив у полон до більшовиків. З лютого по травень 1920 перебував у концентраційному таборі.
| “Втік звідти і став командиром повстанського загону, який діяв на території Лубенського і Прилуцького повітів”. |
У серпні 1920 знову потрапив у полон, але втік з в'язниці і пробився у розташування української армії. У складі 2-го Запорозького ім. гетьмана Івана Мазепи куреня перетнув українсько-польський кордон і був інтернований до табору Пикуличі. За участь у Першому зимовому поході та бої нагороджений орденом Залізного хреста.
1924 року навчався в «господарчо-садовій школі на Мораві».
Пожертвував кошти на видання книжки Симона Наріжного «Українська еміграція» (Прага, 1942).
Нагороджений Хрестом Симона Петлюри.